# Tomosvaryella perissosceles
Tomosvaryella perissosceles är en tvåvingeart som beskrevs av Hardy 1965. Tomosvaryella perissosceles ingår i släktet Tomosvaryella och familjen ögonflugor. Inga underarter finns listade i Catalogue of Life.